# 1950 en Israël
Chronologie d'Israël (en)
- 1946
- 1947
- 1948
- 1949
- 1950
- 1951
- 1952
- 1953
- 1954

Cette page concerne les évènements survenus en 1950 en Israël  :

## Évènement
- Opération Ezra et Néhémie
- Opération Tapis volant
- 23 janvier : La Knesset adopte une résolution confirmant Jérusalem comme capitale d'Israël, proclamant que « Jérusalem est, et a toujours été, la capitale d'Israël ».
- 17 novembre: Résolution 89 du Conseil de sécurité des Nations unies

## Sport
- Saison de football israélien 1949-1950 (en)
- Saison de football israélien 1950-1951 (en)
- Maccabiades de 1950 (en)

## Création
- Blason de Jérusalem
- Centre de conventions internationales (Jérusalem)
- Galeï Tsahal

## Dissolution - Fermeture
- Giv'ot Zaid (en)
- Livre de Palestine

## Naissance
- Dudu Geva (en), dessinateur, illustrateur.
- Amos Gitaï, réalisateur.
- Gidi Gov (en), chanteur, acteur et présentateur de télévision.
- Yehuda Poliker (en), chanteur et musicien.
- Nitza Saul (en), actrice.

## Décès
- Gedaliah Alon, historien.
- Avraham Ben-Yitzhak, poète.
- Fania Bergstein (en), poétesse.
- Salomon Kaplansky, personnalité politique.